# Гарсия, Улиссес
Улиссес Александре Гарсия Лопеш (порт. Ulisses Alexandre Garcia Lopes; 11 января 1996, Алмада, Португалия) — швейцарский футболист, защитник клуба «Олимпик Марсель».

## Клубная карьера
Родился в семье выходцев из Кабо-Верде. Выпускник футбольной школы «Грассхоппера». Дебютировал за клуб в чемпионате Швейцарии 18 мая 2014 года, а 21 августа вышел на поле в матче Лиги Европы против «Брюгге». 27 мая 2015 года перешёл в бременский «Вердер».